# Argivai (bairro)

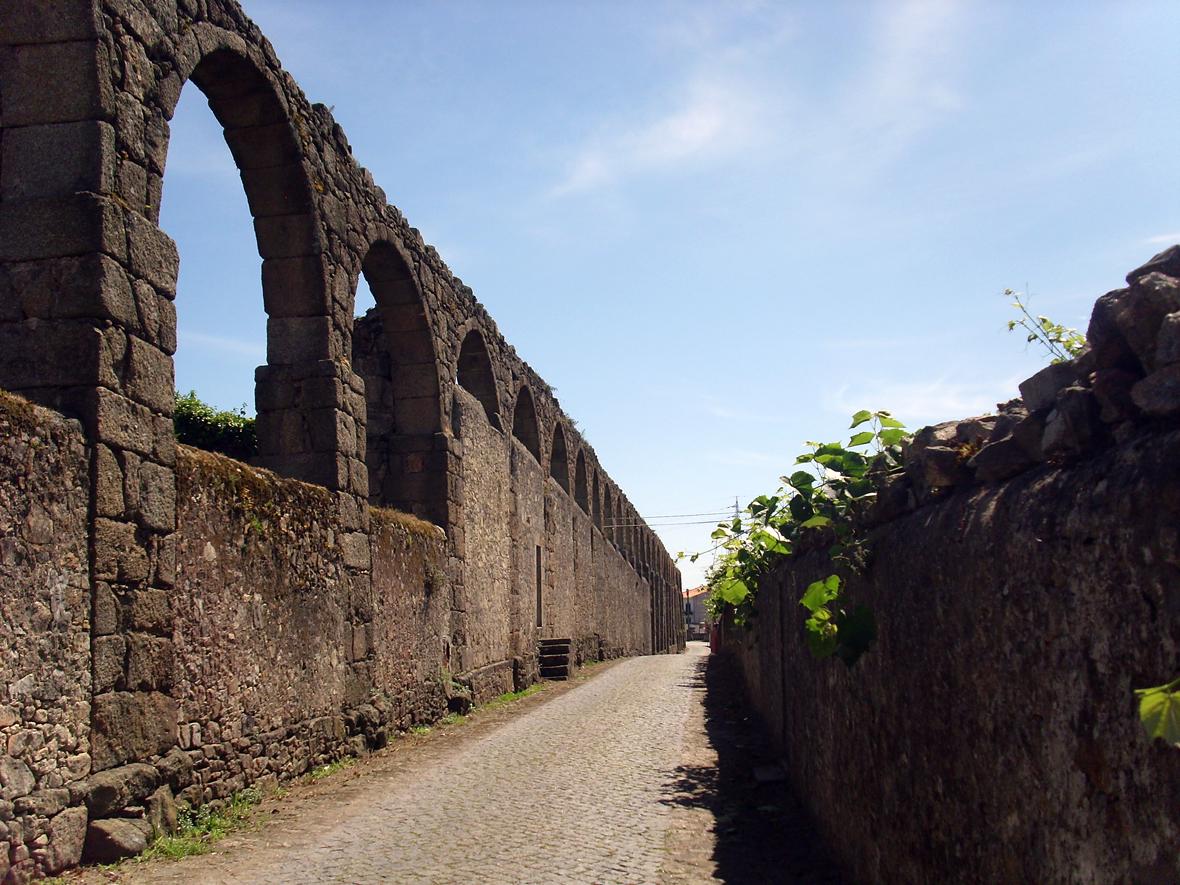
Aqueduto de Santa Clara na Rua dos Arcos.

Argivai, popularmente denominado Anjo, é uma zona da cidade da Póvoa de Varzim em Portugal, localizada na freguesia homónima. É também uma das onze parte da cidade e encontra-se a sudeste do centro da cidade.
Em Argivai localiza-se a Escola Superior de Estudos Industriais e de Gestão, escola politécnica de ensino superior. E, destaca-se na paisagem o Aqueduto de Santa Clara.

## Geografia

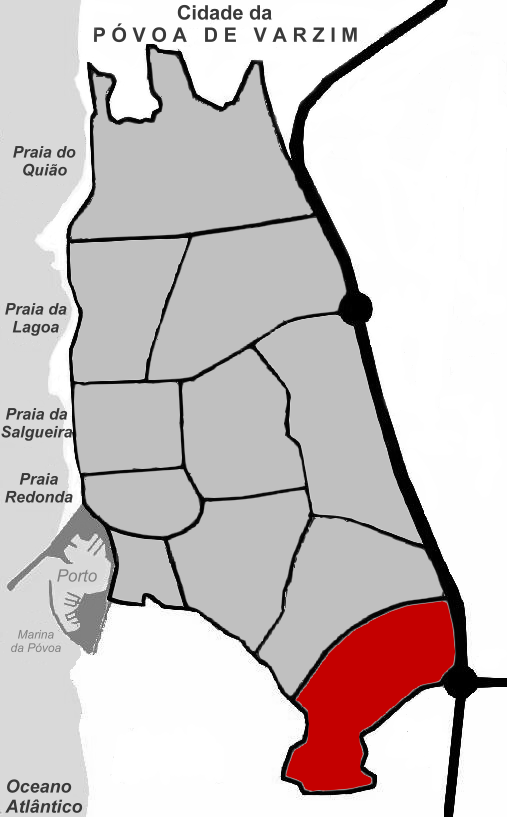
Localização de Argivai na cidade.

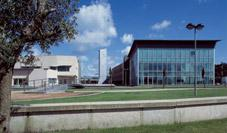
A Escola Superior de Estudos Industriais e de Gestão.

Argivai está limitada a norte e poente pela Gândara, a sudoeste com Vila do Conde e a nascente por Beiriz.
Severamente danificado pela construção de auto-estradas, o bosque do Anjo deverá futuramente possuir uma área "verde urbana" de acesso com 5,2 hectares. Na parte sul, encontra-se em edificação o Centro Empresarial Agros, um complexo de grandes dimensões do sector do leite, que compreende um parque de cariz urbano.

## História
O topónimo é de origem germânica e chamar-se-ia primitivamente de Argivadi. Argivai é paróquia antiga. No século XI, o "Censual" de Braga refere-a na Terra de Faria.
Em 1220, o Rei D. Afonso II tinha ali um amo do rei, possivelmente um aio de D. Sancho I, filho deste e de D. Maria Pais Ribeira. O "paço" do tempo de D. Sancho localizar-se-ia no lugar de Quintela. É recente o topónimo do Campo do Paço, casa com privilégios de Couto ou honra. Segundo o Tombo da Casa de Bragança, à casa estavam ligados os Condes de Barcelos e os descendentes de D. Maria Pais.
Na época contemporânea, dá-se a instalação no território de Argivai de importantes equipamentos comuns para as cidades da Póvoa de Varzim e Vila do Conde, nomeadamente o pólo da Escola Superior de Estudos Industriais e Gestão, o futuro Centro Hospitalar Póvoa de Varzim/Vila do Conde e o Centro Empresarial Agros.

## Festas e romarias
Perto do Aqueduto, localiza-se a Capela do Bom sucesso. A capela, construída no século XVIII, sofreu intervenções significativas em 1866. Apesar do seu orago ser São Miguel-o-Anjo, a principal festa religiosa é o Senhor dos Milagres, no 6º Domingo depois da Páscoa ou Domingo da Ascensão. A imagem  religiosa é datada do século XVI, e de devoção antiga por parte dos pescadores.
Argivai está associada uma tradição poveira conhecida como Dia do Anjo ou "Ida ao Anjo", quando os poveiros na segunda-feira depois da Páscoa, iam fazer um piquenique familiar em espaço natural, junto ao local onde parte da população poveira tem origem, o Anjo, ou seja, Argivai.